# André-Louis Lambert-Perret

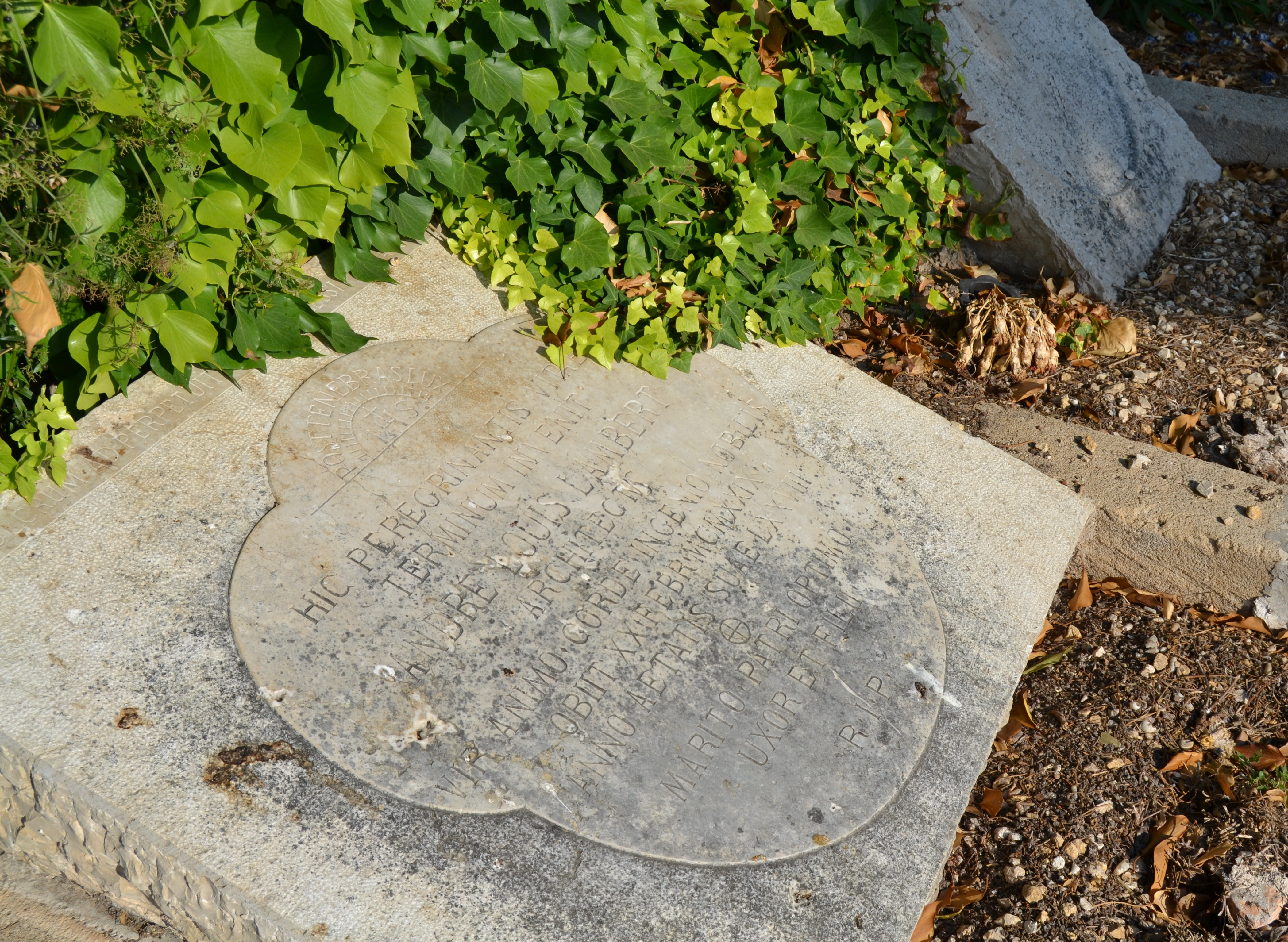
Tomba d'André-Louis Lambert al cementeri vell de Xàbia.

André Lambert (La Chaux-de-Fonds, 12 de maig de 1851 – Xàbia, 20 de febrer de 1929) va ser un reconegut arquitecte suís, representant de l'historicisme arquitectònic. Va pintar aquarel·les on representava paisatges i va treballar de periodista.

## Biografia
Lambert va estudiar amb Georges-Ernest Coquart (1831–1902) a l'École Nationale Supérieure des Beaux-Arts, amb Eugène Viollet-le-Duc, a l'École Spéciale d'Architecture de París, i finalment amb Christian Friedrich von Leins a la Universitat de Stuttgart. Entre 1877 i 1914 visità diverses ciutats italianes. En 1883 funda amb l'arquitecte alemany Eduard Stahl la societat Lambert & Stahl (activa fins al 1912), a Stuttgart. Col·laborà a la revista Revue polytechnique suisse. Va ser el pare de l'artista gràfic i pintor André Lambert Jordan (1884–1967). Entre 1898 i 1918 pintà aquarel·les dels paisatges de Valais, Berna, Lucerna, Friburg, Ginebra i Ticino. El 1921 el seu fill va fixar la seua residència a Xàbia, quedant-se a viure amb ell fins a la seua mort. Al morir deixà un manuscrit autobiogràfic inacabat i no publicat titulat Souvenirs.

## Obres d'aquarel·la
En les seues aquarel·les representava paisatges dels llocs que visità en viatges (Itàlia) i llocs on residí (Suïssa i Xàbia). En la seua tècnica, igual que la del seu fill André, els tons són diluïts i suaus, sent lluminosos. En l'objecte del seu retrat paisatgístic queda reflectit la seua estima per la naturalesa i la convivència respectuosa de la humanitat amb ella.